# Donzy-le-National
Donzy-le-National és un antic municipi francès, situat al departament de Saona i Loira i a la regió de Borgonya - Franc Comtat. L'any 2018 tenia 223 habitants. El 1r gener de 2017 va fusionnar amb La Vineuse, Massy i Vitry-lès-Cluny i formar el municipi nou La Vineuse-sur-Fregande.

## Demografia
El 2007 la població de fet de Donzy-le-National era de 184 persones.

### Habitatges
El 2007 hi havia 160 habitatges, 84 eren l'habitatge principals, 66 segones residències i deu estaven desocupats. Hi havia 150 cases i 7 apartaments.

## Economia
El 2007 la població en edat de treballar era de 118 persones, 88 eren actives i 30 eren inactives. El 2007 hi havia onze empreses, dues establiments industrials i la resta serveis de proximitat.
L'any 2000 hi havia setze explotacions agrícoles que conreaven un total de 329 hectàrees.